# Samme (Sennette)
|  | Aquest article tracta sobre l'afluent del Sennette. Vegeu-ne altres significats a «Samme (Haine)». |

El Samme és un petit riu de Bèlgica, i un afluent del Sennette a la província d'Hainaut a Bèlgica. Naix a Morlanwelz, al lloc Triangle des voies ferrées prop de Bellecourt on desemboca una primera vegada al canal Brussel·les-Charleroi, darrere del polígon industrial de Seneffe. Molts trams del riu original es van perdre per l'excavació de canals navegables des del segle xviii, la major part de les seves aigües desguassen ara al canal Brussel·les-Charleroi a Ronquières. La part del riu enllà del canal desemboca al Sennette a Ronquières 
Del riu original no queden gaire traces. Des del braç de Bellecourt al sud de Seneffe fins a Ronquières, el seu llit va ser acaparat pel primer canal de Brussel·les del qual el tram sinuós recorda el riu.

## Monuments
- El molí de Cambron o d'Arenberg a l'antic conflent amb el Sennette a Ronquières.[3]

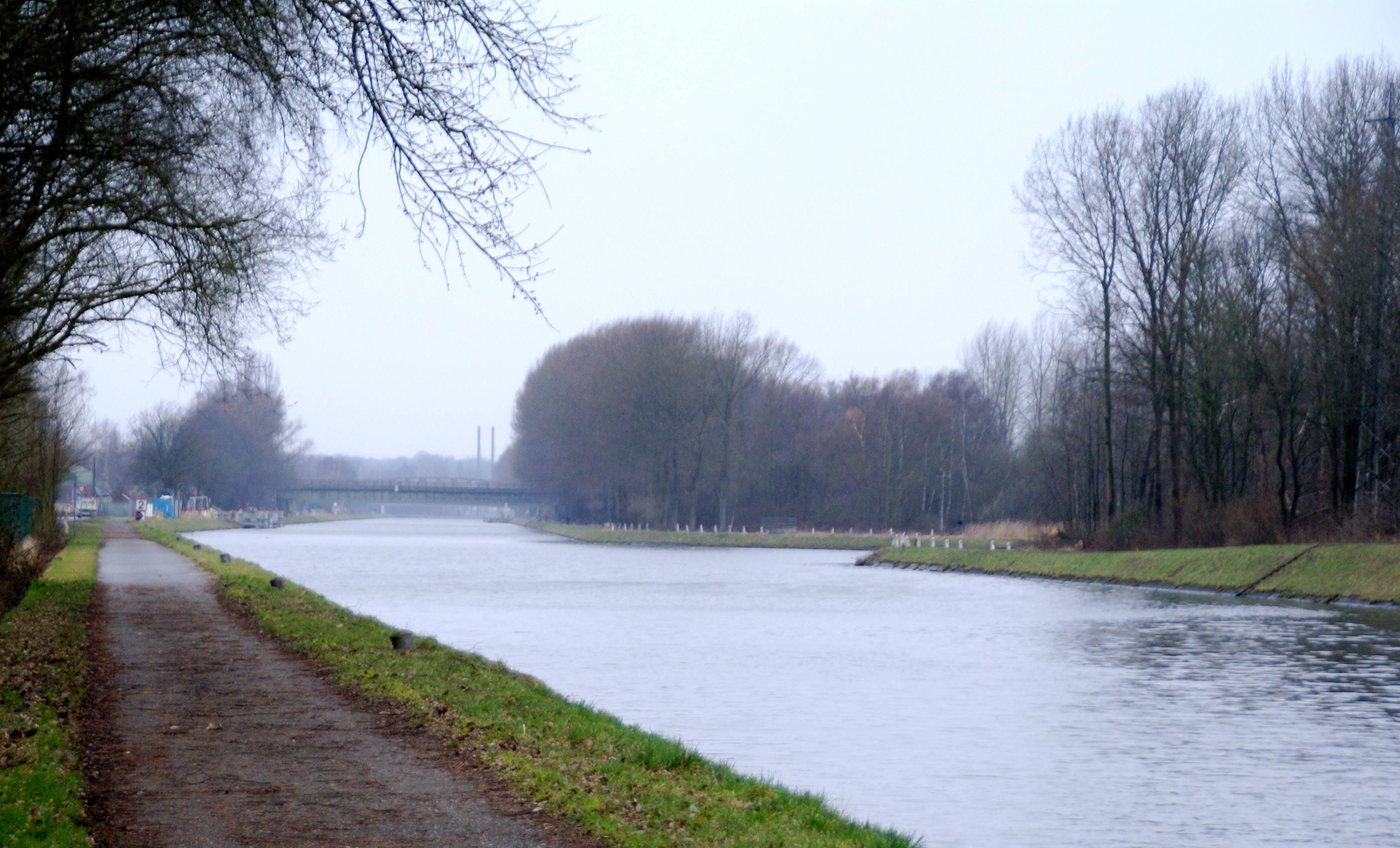
El canal Brussel·les-Charleroi (primer pla) i el Samme canalitzat (a la dreta)
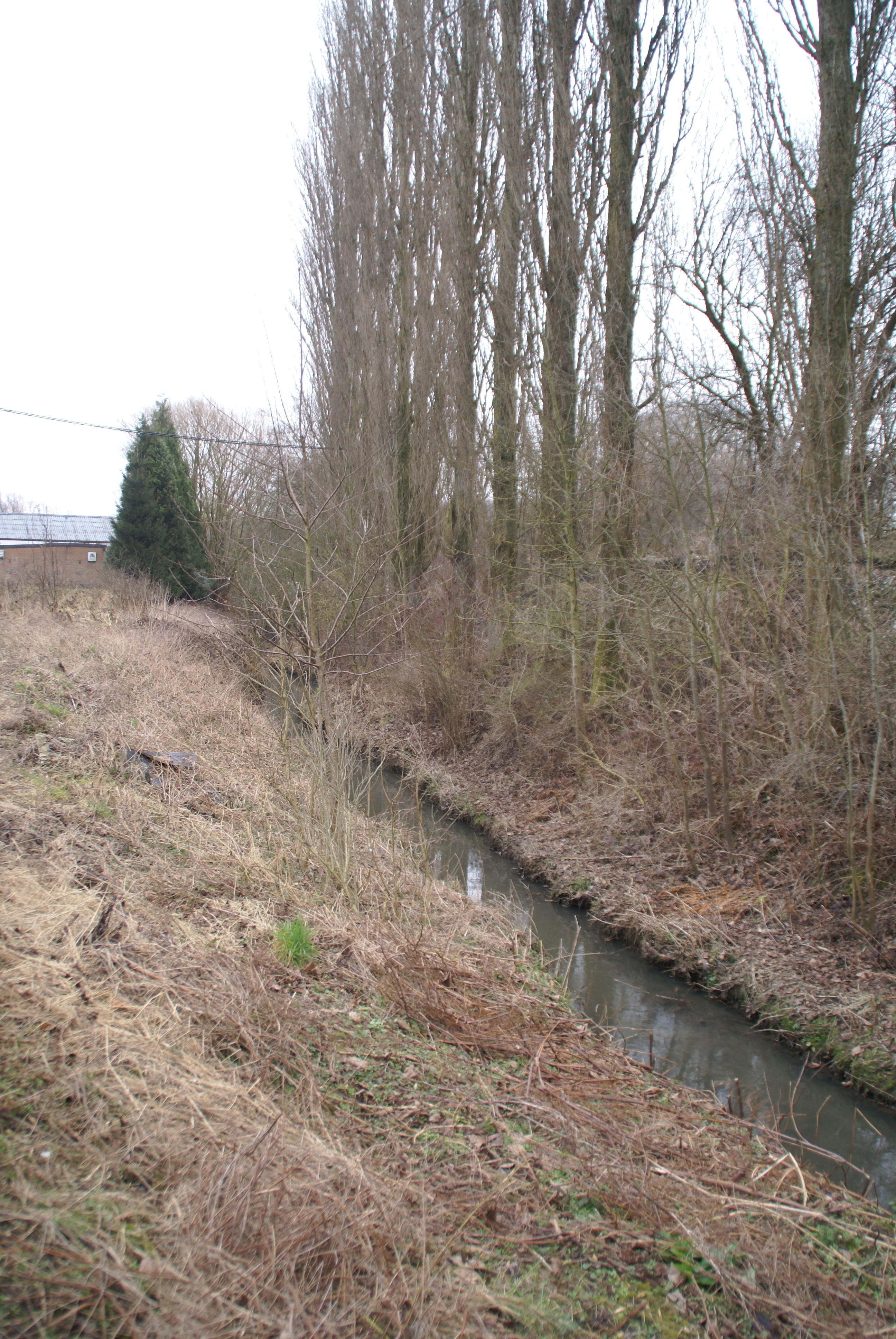
El Samme prop del Braç de Bellecourt
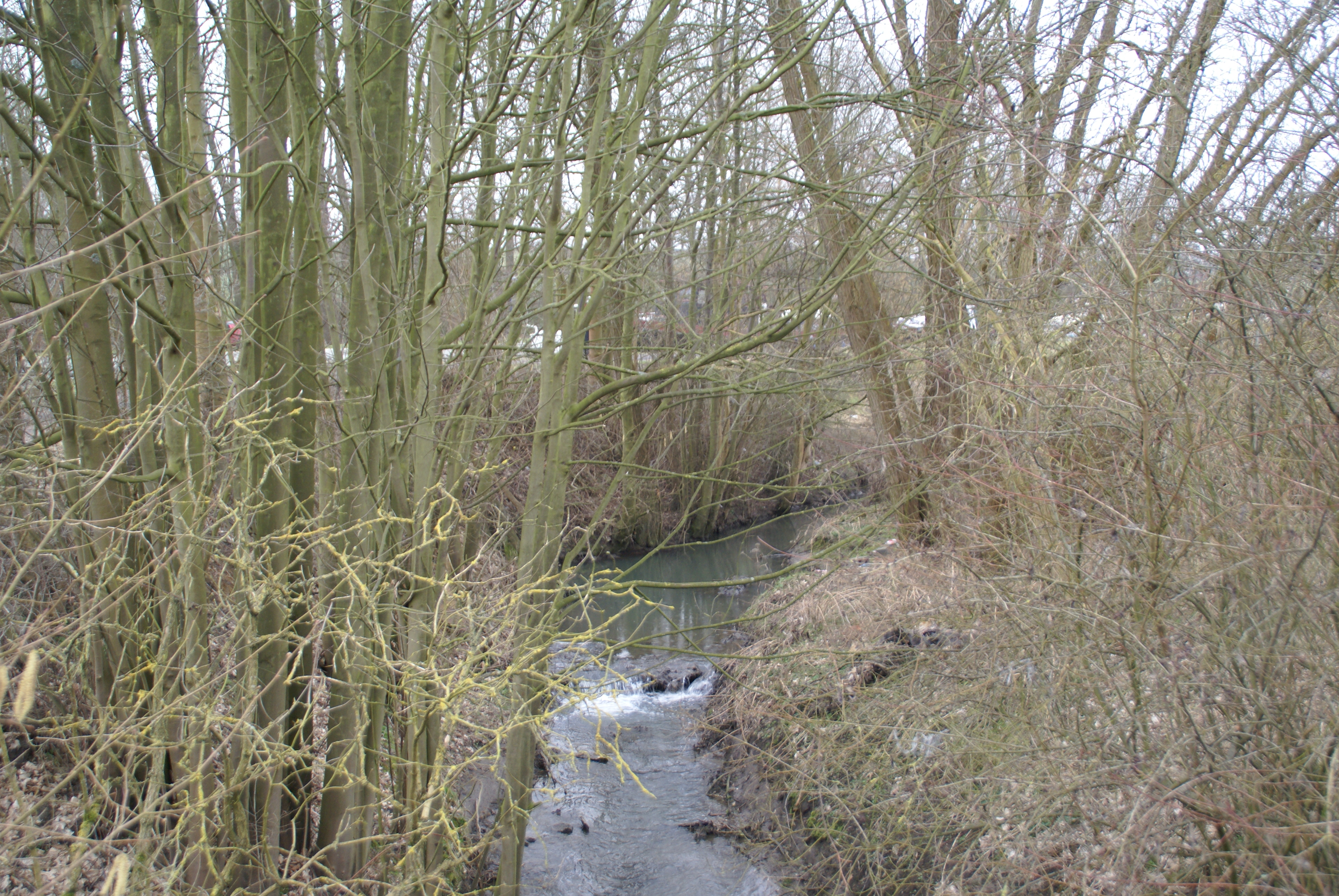
El Samme prop del Braç de Bellecourt

## Afluents[2]
- el Chénia
- el Grandrieux
- el Graty (o Rau du Graty, Rau du Gratis)
- el Renissart
- el Belle fontaine
- el Neuf-Vivier
- el Bouleau
- Ittre (Virginal-Samme)